# Les Ayvelles
Les Ayvelles är en kommun i departementet Ardennes i regionen Grand Est (tidigare regionen Champagne-Ardenne) i nordöstra Frankrike. Kommunen ligger  i kantonen Flize som ligger i arrondissementet Charleville-Mézières. År 2022 hade Les Ayvelles 859 invånare.

## Befolkningsutveckling
Antalet invånare i kommunen Les Ayvelles
Referens: INSEE